# باستيا
باستيا (Bastia) بلدية فرنسية تقع في إقليم كورسيكا العليا التابع لمنطقة كورسيكا جنوب شرق فرنسا .

## المناخ
يظهر الجدول التالي التغييرات المناخية على مدار السنة لباستيا:
| البيانات المناخية لـباستيا                    | البيانات المناخية لـباستيا | البيانات المناخية لـباستيا | البيانات المناخية لـباستيا | البيانات المناخية لـباستيا | البيانات المناخية لـباستيا | البيانات المناخية لـباستيا | البيانات المناخية لـباستيا | البيانات المناخية لـباستيا | البيانات المناخية لـباستيا | البيانات المناخية لـباستيا | البيانات المناخية لـباستيا | البيانات المناخية لـباستيا | البيانات المناخية لـباستيا |
| الشهر                                         | يناير                      | فبراير                     | مارس                       | أبريل                      | مايو                       | يونيو                      | يوليو                      | أغسطس                      | سبتمبر                     | أكتوبر                     | نوفمبر                     | ديسمبر                     | المعدل السنوي              |
| --------------------------------------------- | -------------------------- | -------------------------- | -------------------------- | -------------------------- | -------------------------- | -------------------------- | -------------------------- | -------------------------- | -------------------------- | -------------------------- | -------------------------- | -------------------------- | -------------------------- |
| الدرجة القصوى °م (°ف)                         | 25.1 (77.2)                | 23.9 (75.0)                | 27.1 (80.8)                | 25.4 (77.7)                | 30.7 (87.3)                | 35.7 (96.3)                | 36.5 (97.7)                | 38.3 (100.9)               | 34.3 (93.7)                | 29.7 (85.5)                | 28.0 (82.4)                | 24.0 (75.2)                | 38.3 (100.9)               |
| متوسط درجة الحرارة الكبرى °م (°ف)             | 13.6 (56.5)                | 13.8 (56.8)                | 15.6 (60.1)                | 17.8 (64.0)                | 22.0 (71.6)                | 25.8 (78.4)                | 29.1 (84.4)                | 29.3 (84.7)                | 25.8 (78.4)                | 21.9 (71.4)                | 17.4 (63.3)                | 14.5 (58.1)                | 20.6 (69.1)                |
| المتوسط اليومي °م (°ف)                        | 9.3 (48.7)                 | 9.4 (48.9)                 | 11.2 (52.2)                | 13.3 (55.9)                | 17.2 (63.0)                | 20.9 (69.6)                | 24.1 (75.4)                | 24.4 (75.9)                | 21.1 (70.0)                | 17.6 (63.7)                | 13.3 (55.9)                | 10.4 (50.7)                | 16.1 (61.0)                |
| متوسط درجة الحرارة الصغرى °م (°ف)             | 5.1 (41.2)                 | 4.9 (40.8)                 | 6.7 (44.1)                 | 8.8 (47.8)                 | 12.4 (54.3)                | 16.0 (60.8)                | 19.0 (66.2)                | 19.4 (66.9)                | 16.5 (61.7)                | 13.3 (55.9)                | 9.2 (48.6)                 | 6.3 (43.3)                 | 11.5 (52.7)                |
| أدنى درجة حرارة °م (°ف)                       | −4.6 (23.7)                | −5.0 (23.0)                | −3.8 (25.2)                | 0.5 (32.9)                 | 3.1 (37.6)                 | 8.2 (46.8)                 | 10.2 (50.4)                | 11.8 (53.2)                | 7.6 (45.7)                 | 2.8 (37.0)                 | −0.5 (31.1)                | −3.3 (26.1)                | −5.0 (23.0)                |
| الهطول مم (إنش)                               | 67.4 (2.65)                | 56.9 (2.24)                | 59.8 (2.35)                | 76.2 (3.00)                | 49.6 (1.95)                | 41.0 (1.61)                | 12.6 (0.50)                | 20.9 (0.82)                | 81.1 (3.19)                | 127.1 (5.00)               | 113.7 (4.48)               | 93.0 (3.66)                | 799.3 (31.47)              |
| متوسط أيام هطول الأمطار (≥ 1.0 mm)            | 6.1                        | 6.1                        | 6.5                        | 6.9                        | 5.4                        | 3.4                        | 1.7                        | 2.4                        | 5.0                        | 7.1                        | 8.4                        | 8.1                        | 67.0                       |
| متوسط الأيام المثلجة                          | 0.9                        | 0.7                        | 0.3                        | 0.0                        | 0.0                        | 0.0                        | 0.0                        | 0.0                        | 0.0                        | 0.0                        | 0.1                        | 0.4                        | 2.5                        |
| متوسط الرطوبة النسبية (%)                     | 73                         | 73                         | 72                         | 74                         | 76                         | 73                         | 70                         | 71                         | 75                         | 76                         | 75                         | 74                         | 73.5                       |
| ساعات سطوع الشمس الشهرية                      | 133.8                      | 157.5                      | 192.0                      | 214.0                      | 268.0                      | 295.6                      | 345.1                      | 304.2                      | 232.0                      | 175.8                      | 133.0                      | 128.2                      | 2٬579٫3                    |
| المصدر #1: Meteo France                       |                            |                            |                            |                            |                            |                            |                            |                            |                            |                            |                            |                            |                            |
| المصدر #2: Infoclimat.fr (humidity 1961–1990) |                            |                            |                            |                            |                            |                            |                            |                            |                            |                            |                            |                            |                            |

## توأمة
لباستيا اتفاقيات توأمة مع كل من:
- إردينغ
- فياريدجو

## أعلام
- إدواردو بلاسكو فيرير
- عادل رامي
- شوقي بن سعادة
- جان لويس ليكا
- انجيلو رينالدي
- فرانسوا موديستو